# Nothing's gonna stop us now
《Nothing's gonna stop us now》(그 누구도 우리를 멈출 수 없어)는 미국 하드 록 음악 밴드 스타십(Starship)이 1987년 1월에 발표하여 3개월이 지난 그 해 1987년 4월, 빌보드 차트 1위를 1주일간 기록한 노래 작품이다.

## 주요 사안
이 노래 작품은 영국에서 출생한 미국 남성 싱어송라이터 앨버트 해먼드(Albert Hammond)와 미국 여성 기타리스트 겸 작곡가 다이앤 워런(Diane Warren)이 공동 작사 및 작곡하여 스타십(Starship)이 받아 노래를 부른 작품이기도 한데 앞서 언급한 사안처럼 1987년 4월 4일에서 4월 11일까지 1주일간을 미국 빌보드 차트 1위라는 기록을 남겼고 오스트레일리아 켄트 뮤직 리포트 차트에서도 톱 히트를 기록하였을뿐 아니라 이후 이 곡을 써 준 앨버트 해먼드(Albert Hammond)와 다이앤 워런(Diane Warren)도 각각 리메이크하였으며, 보니 타일러(Bonnie Tyler)도 리메이크하였다.

## 같이 보기
- 1987년 빌보드 핫 100 차트 1위 목록